# ليلي دارفاس
ليلي دارفاس (بالإنجليزية: Lili Darvas)‏ (بالمجرية: Darvas Lili)‏ هي ممثلة مجرية وأمريكية، ولدت في 10 أبريل 1902 في بودابست في المجر، وتوفيت في 21 يوليو 1974 في نيويورك في الولايات المتحدة.

## ترشيحات
- جائزة توني لأفضل ممثلة بارزة في مسرحية [الإنجليزية]‏ (1971)

## وصلات خارجية
- ليلي دارفاس على موقع IMDb (الإنجليزية)
- ليلي دارفاس على موقع قاعدة بيانات برودواي على الإنترنت (الإنجليزية)
- ليلي دارفاس على موقع قاعدة بيانات الأفلام السويدية (السويدية)
- ليلي دارفاس على موقع قاعدة بيانات الفيلم (الإنجليزية)